# Multifibra Indústria e Comércio Plástico Reforçado
Multifibra Indústria e Comércio Plástico Reforçado Ltda. war ein brasilianischer Hersteller von Automobilen.

## Unternehmensgeschichte
Das Unternehmen aus São Paulo begann 1986 mit der Produktion von Automobilen. Der Markenname lautete Mobby. Ein Händler befand sich in Guarujá. In den 1990er Jahren endete die Produktion. In den mehr als fünf Jahren entstanden zahlreiche Fahrzeuge. Über 100 von ihnen wurden nach Kap Verde exportiert.

## Fahrzeuge
Im Angebot standen besonders kurze VW-Buggies. Der erste Mini-Bug hatte einen Radstand von 153 cm. Das Fahrgestell eines Modells von Volkswagen do Brasil wurde dazu gekürzt. Ein luftgekühlter Vierzylinder-Boxermotor von VW mit wahlweise 1300 cm³ oder 1600 cm³ Hubraum im Heck trieb die Hinterräder an. Die Scheinwerfer waren teilweise in die Fahrzeugfront integriert.
1990 folgte der 5. Er hatte einen selbst hergestellten Rohrrahmen mit 190 cm Radstand. Die Scheinwerfer waren nun tiefer angeordnet und in die Fahrzeugfront integriert.
Der Jr. war die verkleinerte Ausführung des Mini-Bug für Kinder.